# Darmyšl (zámek)
Darmyšl je zaniklý zámek, který stával u rybníka ve stejnojmenné vesnici u Starého Sedla v okrese Tachov.

## Historie
Na místě panského dvora, jehož hlavní část tvořil zámek, stávala od poloviny 14. století tvrz. Založil ji patrně Racek z Prostiboře, který Darmyšl získal jako dědictví po otci Habartovi z Prostiboře. První písemná zmínka o ní pochází z roku 1373, kdy byla uvedena jako pustá. Začátkem patnáctého století měla vesnici, nejspíše v zástavním držení, Jaroslava, vdova po Slaviborovi ze Zámělic, doložená roku 1415. Někdy v té době tvrz ztratila svou sídelní funkci, protože Darmyšl byla připojena k prostibořskému panství.
Začátkem 18. století nechal tehdejší majitel Prostiboře v darmyšlském dvoře vybudovat drobný zámek, který sloužil jako sídlo vrchnostenského správce. Ve druhé polovině 18. století došlo k barokní přestavbě areálu. K zámku byla připojena sousední budova a navíc se přistavělo první patro. V té době patřil zámek Löwensteinům. V roce 1945 přešel zámek do rukou státu a chátral.[zdroj⁠?!] Konec existence mu učinil rok 1984, kdy byl zbourán.

## Stavební podoba
Nejprve se jednalo o přízemní budovu. Teprve během barokní přestavby se zámek rozrostl. Klenbou byl propojen se sousedním objektem a navíc bylo přistavěno první patro. V období klasicismu prodělal zámek další úpravy, během kterých se přistavěla pavlač podepřená kamennými pilíři. Kromě toho nechali majitelé zazdít arkády na nádvoří.